# النوازل (تعز)
النوازل هي إحدى قرى الجمهورية اليمنية. تتبع جغرافيا لمحافظة تعز وإداريًا لمديرية جبل حبشي. يبلغ تعداد سكانها 3062 نسمة حسب الإحصاء الذي أجري عام 2004.